# 디키사슴쥐
디키사슴쥐(Peromyscus dickeyi)는 비단털쥐과에 속하는 설치류의 일종이다. 멕시코의 토착종으로 칼리포르니아만의 작은 섬에서만 발견된다. 학명과 일반명은 디키사슴쥐를 처음 발견한 탐험대 후원자 디키(Donald Dickey)의 이름에서 유래했다.

## 특징
디키사슴쥐는 몸이 크고, 약 10cm의 비교적 짧은 꼬리를 포함하여 전체 몸길이가 약 20cm이다. 몸 대부분이 거무스름한 색을 띠며, 처음 공식적으로 기재되었을 때 "분홍빛 계피색"으로 기술되었다. 하체는 희고, 가슴 쪽에 희미한 반점이 나타나기도 한다. 뒷발의 발바닥에 털이 없다. 디키사슴쥐는 유별나게 짧은 꼬리 때문에 다른 근연종으로부터 쉽게 구별할 수 있다.

## 생태
디키사슴쥐는 바하칼리포르니아수르주 동부 해안의 토르투가 섬 화산에서만 발견된다. 섬은 면적 6.3km2에 불과하고 사막 관목으로 덮여 있으며, 멸종 위기에 놓여 있다. 생태에 대해서는 거의 알려져 있지 않지만 임신한 암컷이 10월에 포획된 기록이 있고 5월에는 없다.